# Циплухін Микола Дмитрович
Циплухін Миколай Дмитрович (нар. 24 листопада 1918, Расказово — пом. 14 жовтня 1987, Кременчук) — радянський військовий льотчик, Герой Радянського Союзу (1944), в роки німецько-радянської війни командир ескадрильї 70-го гвардійського штурмового авіаційного полку 3-ї гвардійської штурмової авіаційної дивізії 1-го змішаного авіаційного корпусу 6-ї повітряної армії 1-го Білоруського фронту.
До серпня 1944 року зробив 92 бойових вильоти на штурмовку військ противника. У 33 повітряних боях він особисто збив 3 та на аеродромах знищив 7 літаків супротивника. Крім цього він знищив 12 танків, 18 гармат, 22 автомашини і близько 250 солдатів і офіцерів противника.

## Біографія
Народився 24 листопада 1918 року в місті Расказово нині Тамбовської області в родині робітника. Росіянин. Член ВКП(б)/КПРС з 1943 року. У 1933 році закінчив текстильне ФЗУ, почав працювати на Арженській суконній фабриці, був старшим майстром ткацького цеху. Без відриву від виробництва успішно закінчив Расказівську філію Тамбовського аероклубу. У Червоній Армії з 1938 року. У 1940 році закінчив Серпуховскую військову авіаційну школу пілотів і був направлений в один з авіаційних полків. Спочатку був пілотом, потім командиром ескадрильї.
На фронтах війни з липня 1941 року. З початку війни льотчик Циплухін захищав небо над містом Брестом в складі штурмового авіаційного полку Західного фронту. Незабаром штурмовий авіаполк, в якому воював Циплухін, увійшов до складу Північно-Західного фронту.
В одному боїв, лейтенант Циплухін отримав поранення. Після лікування в госпіталі він знову повернувся в стрій.
Навесні 1942 року радянські війська в районі міста Дем'янськ оточили 16-ю гітлерівську армію. Німецьке командування спішно стало перекидати для неї підкріплення. З аеродромів Хані, Істомін, Глібовщина та ін. на транспортних літаках німці переправляли зброю і боєприпаси. Наші льотчики отримали завдання розбомбити аеродроми, знищити літаки противника, не допустити підтримки з повітря військ, взятих у кільце.
1 квітня 1942 лейтенант Циплухін очолював трійку «мулів». Раптом на горизонті з'явились 25 «Ju-52». Зав'язався повітряний бій. Один «Юнкерс», підбитий Циплухіним, пішов до землі, залишаючи за собою шлейф чорного диму. Після цього Циплухін «взявся» за другого «юнкерса». У цьому нерівному бою наші штурмовики збили 5 «юнкерсів».
Через 3 дні після цього бою 7 наших штурмовиків зав'язали бій з 30 «Юнкерс». Циплухін влучним вогнем збив транспортник. Його друзі знищили ще 5 «юнкерів». Збивши ворожих транспортників з курсу, повітряні соколи кинулися на аеродром Істомін, де знищили 10 літаків противника на землі. В одному з боїв в районі аеродрому Хані наші льотчики збили 2 «юнкерса». Циплухін в азарті бою, без боєприпасів продовжував переслідувати останнього транспортника. Він змусив його приземлитися на нашій території, і екіпаж у повному складі був узятий в полон.
Радянському командуванню стало відомо, що на аеродромі Глібовщина перебуває велика група ворожих літаків. Штурмовики отримали наказ знищити їх. 7 лютого 1943 Циплухін повів п'ятірку Іл-2 на німецький аеродром. Щоб забезпечити скритність нападу, йшли на бриючому. Непомітно підійшли до аеродрому і з трьох заходів проштурмовалі його. Підсумок — 15 знищених ворожих машин.
Б'ючись на 1-му Білоруському фронті, 28 квітня 1944 Циплухін, будучи ведучим сімки Іл-2, бомбардував і штурмував вогневу силу і техніку противника в районі селища Городець. Прибувши в район мети, він розгледів на дорогах танки. Незабаром навколо літаків стали спалахувати шапки розривів зенітних снарядів. Незважаючи на зенітний вогонь, командир став заходити на штурмовку. Маневр командира повторюють по черзі ведені. Зробивши 4 заходи, сімка Циплухіна знищила батарею зенітної артилерії, 6 танків, кілька ворожих літаків і створила 10 вогнищ пожежі великої сили.
10 травня 1944 гвардії капітан Циплухін повів групу з 7 штурмовиків до містечка Дубечне, де знаходилися склади боєприпасів, пального і бойової техніки ворога. Зробив 6 заходів, льотчик знищив 10 автомашин з військовими вантажами, підірвав склад з пальним і боєприпасами, прямим попаданням бомб зруйнував залізничну станцію і знищив паровоз.
17 липня 1944 командир ескадрильї Циплухін повів вісімку Іл-2 на штурмування автомашин ворога на дорозі Пінськ — Кобрин. Прилетівши в заданий район, льотчики нарахували на дорозі близько 200 автомашин. Провівши раптову атаку і зробивши над колони 8 заходів, група знищила 25 автомашин.
Указом Президії Верховної Ради СРСР від 26 жовтня 1944 року за зразкове виконання бойових завдань командування на фронті боротьби з німецько-фашистським загарбниками і проявлені при цьому мужність і героїзм гвардії капітану Миколі Дмитровичу Циплухін було присвоєно звання Героя Радянського Союзу з врученням ордена Леніна і медалі «Золота Зірка» (№ 4911).
9 травня він зустрів у небі над Берліном.

## Повоєнні роки
До 1959 року Н. Д. Циплухін служив в лавах Радянської Армії, навчав молодих льотчиків. З 1959 року полковник Н. Д. Циплухін в запасі. Жив у місті Кременчуці Полтавської області. Працював контролером відділу технічного контролю заводу дорожніх машин. Помер 14 жовтня 1987 року.

## Нагороди, пам'ять
Ім'ям Героя названа вулиця в місті Расказово Тамбовської області. В місті Кременчуці, на Алеї Героїв, на граніті висічене фото та ім'я Миколи Циплухіна.
Нагороджений орденом Леніна, 3 орденами Червоного Прапора, Олександра Невського, Орден Вітчизняної війни 1 ступеня, 2 орденами Червоної Зірки, медалями.